# Чемпионат мира по фигурному катанию 1897
Чемпионат мира по фигурному катанию 1897 года был проведён 13 и 14 февраля в Стокгольме (Швеция). Все судьи были из одной страны — Швеции.
Соревновались на чемпионате только мужчины, всего было шесть участников из трёх стран. Это был первый чемпионат знаменитого Ульриха Сальхова.
Густав Хюгель выиграл турнир, несмотря на травму, полученную в ходе подготовке в Гамбурге, Германия.

## Медалисты
| Место | Имя            | Страна   |
| ----- | -------------- | -------- |
| 1     | Густав Хюгель  | Австрия  |
| 2     | Ульрих Сальхов | Швеция   |
| 3     | Йохан Лефстад  | Норвегия |
| 4     | Тиодольф Борг  | Швеция   |
| 5     | Уго Карлсон    | Швеция   |
| 6     | Оскар Холте    | Норвегия |

## Судейская команда
- H. Cederblom  Швеция
- O. Wollert  Швеция
- C. F. Mellin  Швеция
- Л. Линдквист  Швеция
- I. Hult  Швеция